# Patagónides
El sistema de los Patagónides, sierras de los Patagónides o simplemente Patagónides, es un conjunto montañoso de la Patagonia argentina, que se eleva como sierras aisladas por encima de las mesetas, extendiéndose esta alineación orográfica de manera casi paralela a la cordillera de los Andes, desde el extremo sur de la provincia de Mendoza hasta el lago Musters, en Chubut, en la zona centro-sur del territorio provincial, recorriendo alrededor de más de 1000 km. Se originaron por plegamientos durante la era Mesozoica.

## Denominación
El concepto de «Patagónides» fue creado por el doctor en geología Juan Keidel, definiéndolo en él a esta fase de movimientos supracretácicos, así como describiera antes el concepto de «Gondwánides» para los movimientos hercínicos cordilleranos.
Suele ser llamado «sistema de Patagónides», «sistema de las Patagónides», «sistema de los Patagónides», «sierras de los Patagónides», o simplemente «Patagónides». Han quedado en desuso antiguas denominaciones, por ejemplo: «Circumpatagónides», «montañas de plegamiento Circumpatagónico», y «sierras Centrales Patagónicas».

## Origen
Durante el ciclo patagonídico, en su etapa del Cretácico medio, la región austral y norte de la Patagonia, así como el archipiélago de Tierra del Fuego, sufrieron importantes eventos de deformaciones. El plegamiento de los Patagónides se levantó a fines de la era Secundaria, junto con una intensa actividad volcánica. Fue formado en un geosinclinal de dimensiones limitadas, siendo un movimiento precursor del más notorio plegamiento andino del Terciario. La orogénica hurónica fracturó las rocas precámbricas preexistentes: granitos, granodioritas, anfibolitas, las que posteriormente sufrieron los efectos de una intensa acción mecánica.
En el Mesozoico de la patagonia la placa Antártica dio lugar a la formación del Macizo Patagónico, que contacta con el Macizo de Brasilia en el Río Colorado. El Macizo Patagónico sufrió intensos movimientos epirogénicos de ascenso y descenso sobre la línea del mar durante esta era. Al ascender la placa de este macizo, se produce una regresión marina que deposita sedimentos de origen continental. Los materiales provenientes de la erosión de los relieves formados en el Oeste, junto con sedimentos de origen marino, rellenaron al geosinclinal ubicado en algunos sectores de la Patagonia, a las que hoy conocemos como «Cuencas», en las que se formaron yacimientos de hidrocarburos (petróleo y gas). Estas Cuencas se formaron a partir de restos fósiles vegetales y animales, ya que en esta Era el clima cálido y húmedo favoreció el desarrollo de abundante vegetación (extensos bosques) y el dominio de grandes reptiles. También se registró una intensa actividad volcánica, como muestras de ella aún se observan grandes sectores cubiertos por lava (Nesocratones).

## Distribución
Todo este sistema forma una larga lonja de un ancho de unos 60 a 70 km. Su extremo norte se desprende de la cordillera de los Andes a la latitud 36° 50'S, al norte de la confluencia de los ríos Grande y Barranca en el extremo sur de Mendoza (según otros autores es en el neuquino río Agrio), recorriendo luego todo el oeste del Neuquén, de Río Negro, y de Chubut, hasta la zona centro-sur del territorio provincial en la latitud 45° 30'S, en el lago Musters, destacándose en su extremo sur el cerro San Bernardo, en inmediaciones de la localidad de Sarmiento. Tiene su límite austral en el codo del Río Senguer, presentándose algunas alturas menores ya en el medio de las mesetas patagónicas, formando con ellas casi una unidad paisajística, con su intrincada mezcla de terrazas, sierras, cañadones, mesetas, valles, depresiones, bajos, salinas, lagunas, etc.

## Geomorfología
Desde un punto de vista geomorfológico, forma parte del conjunto de unidades morfoestructurales del sector sur de la Argentina, junto con la cordillera Principal, la cordillera Patagónica y la Patagonia extraandina.
De norte a sur, limita al oeste con los sistemas orográficos de la cordillera Principal, la cordillera Patagónica, y la Precordillera o Antecordillera. Al este, en su parte central, lo hace con el sistema de Somuncurá.
Sus bordes, en especial en el tramo neuquino, lo conforman altos volcanes que se proyectan a las mesetas adyacentes mediante extensos mantos basálticos. Por su lado oeste, estos cordones están separados de la cordillera de los Andes por la gran depresión subandina por la cual corren los tramos superiores de varios ríos cordilleranos: Neuquén, Agrio, Aluminé, Chico, Chubut, Tecka, Languiñeo, Genoa, Senguer, etc. El límite por el este lo demarcan las altas mesetas que dan comienzo a la patagonia típica, en un sentido fisiográfico más estricto.
El conjunto se divide en dos grandes secciones a causa de la interposición de una penillanura de unos 1200 m s. n. m., formada por rocas cristalinas precámbricas y masas intrusivas Paleozoicas en el sur de Neuquén, en el arco que forma el río Limay con su afluente el río Collón-Curá. Dicha penillanura culmina en la sierra de la Angostura. También se prolonga del lado de Río Negro, con formas abruptas, en especial entre Comallo y Mencué.
De oeste a este, tras el plegamiento andino, se encuentran grabens y horsts, mientras que los lagos glaciares están embalsados por lomadas de origen morrénico (drumlins) que parcialmente también forman el borde del sistema orográfico de los Patagónides.

## Relieve
En parte se encuentran cubiertas por sedimentos posteriores al Cretácico, siendo las sierras los afloramientos del sistema. Se caracterizan por ser cordones de mediana altura que apenas superan los 1800 m s. n. m. Suelen tener la forma de arcos con concavidades orientadas hacia el este. Sus laderas orientales son más secas y suaves que las occidentales. Forman elevaciones bajas y de bordes redondeados, pulidos, gastados a causa de la intensa erosión a la que fueron sometidas. Las sierras en su sector más austral son de proporciones aún más modestas, apenas asoman unos 330 m sobre el nivel de las mesetas circundantes, en su altura media. En donde aparecen rocas resistentes, la erosión ha labrado cerros de cuestas abruptas, exhibiendo morros aislados.

## Cordones que la componen

### En Neuquén
- Arcos del Espinazo del Zorro
- Arcos de Chacaicó
- Arcos de la sierra de la Vaca Muerta
- Sierra del Chachil. Su cumbre principal, el cerro Atravesada tiene una altitud de 1940 m s. n. m.; aunque algunos autores la tratan como perteneciente a la precordillera Neuquina.
- Encadenamiento de Catan-Lil
- Encadenamiento de Cuyín Manzano
- Sierra de la Angostura

### En Río Negro
- Encadenamiento Anecón Grande (muy erosionado y de cumbres redondeadas).

### En Chubut
- Sierra Nevada
- Sierra Rosada
- Sierra Toquetrén
- Sierra Hualjaina
- Sierra Tepuel
- Sierra Olte
- Sierra Cañadón Grande
- Sierra Cuadrada
- Sierra Aisladores o Telégrafo
- Sierra Buen Pasto
- Sierra Castillo
- Sierra Pastos Blancos
- Sierra San Bernardo
- Sierra Cutancunué. En ella se encuentra el cerro Cutancunué, que con 1885 m s. n. m., es el pico culminante del sistema,[6] aunque otros autores señalan que en Neuquén se encuentran las mayores cumbres del sistema, con crestas rocosas y aristas que superan los 2000 m s. n. m.[9] También hay que recordar que el Cerro Anecón Grande en Río Negro llega a una altitud de 2023 m s. n. m.

## Clima
El clima puede definirse como estepario con tendencia al régimen mediterráneo, con una estación húmeda invernal, en la que ocasionalmente se producen fuertes nevadas y la mayor parte de las precipitaciones anuales, las que oscilan entre los 200 y 300 mm. La escasa precipitación y su distribución invernal determinan un fuerte déficit hídrico estival.
Los vientos del oeste, provenientes del anticiclón del Pacífico y cargados de humedad, precipitan copiosamente en la parte occidental de los Andes, pero se desecan con rapidez hacia el este, llegando a los Patagónides, con muy poca humedad.

## Suelos
La roca consolidada aflorante ocupa áreas amplias y su relieve escarpado impidió la deposición del loess o ceniza volcánica, siendo común la «roca desnuda» o suelos aridisoles y entisoles muy someros, a menudo cubiertos por rodados de «tipo tehuelches» y basaltos, en donde sólo logran prosperar pastizales naturales y pequeños arbustos.

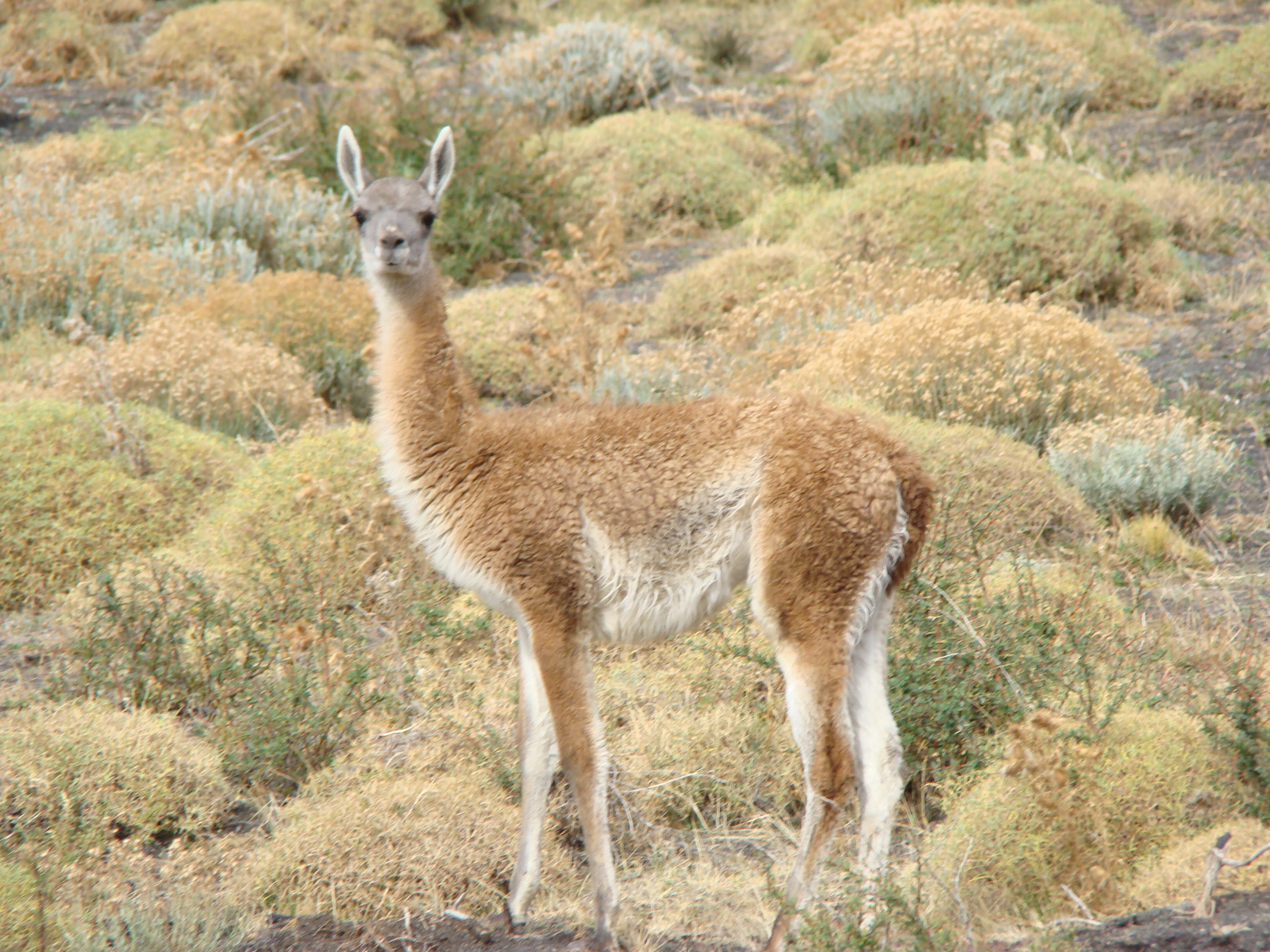
El guanaco es el mamífero característico de estas sierras.

## Flora

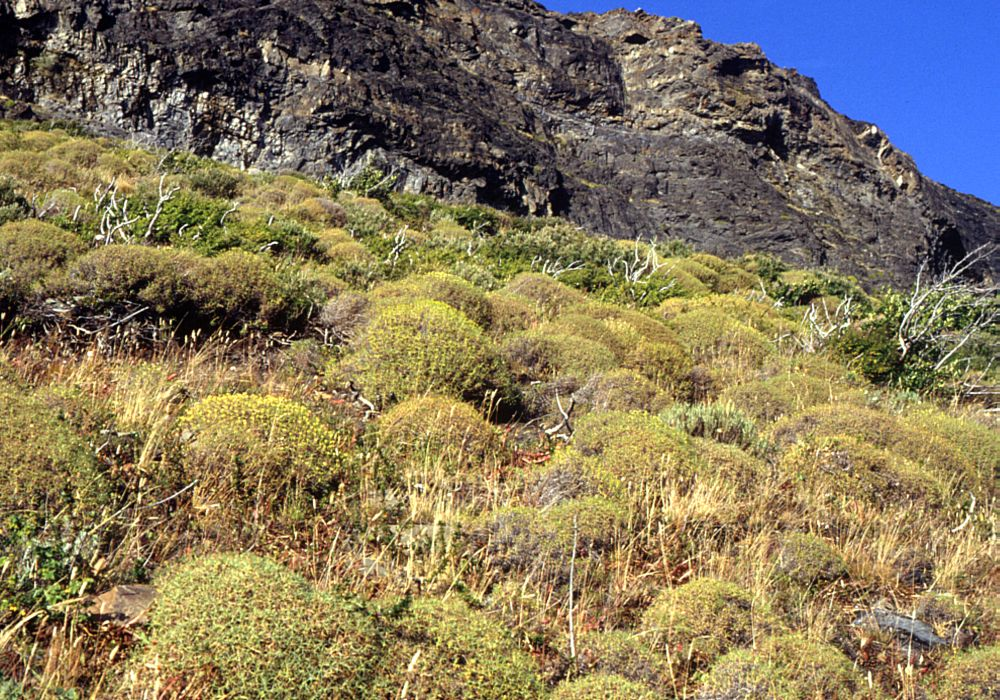
El neneo (Mulinum spinosum), un arbusto característico de estas sierras.

Dado el intenso frío y la aridez reinante, incrementada por los constantes vientos del cuadrante oeste, sólo se presenta una escasa vegetación xerófila, de pastos cortos y duros, y pequeños arbustos en forma de cojín.
La vegetación se caracteriza por estepas graminosas. Un arbusto característico de la región es Fabiana imbricata, el cual forma matorrales en el quiebre de pendientes, junto con pastizales de coirón amargo (Stipa speciosa), y coirón dulce (Festuca pallescens). Acompañan a esta formación otros arbustos: espino negro (Discaria articulata), neneo (Mulinum spinosum), charcao (Senecio bracteolatus), y el abrojo (Acaena splendens),
Fitogeográficamente corresponde al «Distrito subandino» de la Provincia fitogeográfica patagónica, el cual forma una franja entre los otros distritos esteparios hacia el este y la Provincia Subantártica hacia el poniente.

## Etnología
La región fue asiento de parcialidades de la etnia tehuelche, o aonikenk, en especial estos cordones eran la frontera este de la parcialidad «gennakenk» del llamado «País de las Frutillas» o «Chulilaw», una región delimitada aproximadamente al norte por el lago Nahuel Huapi, al este por las cordilleras bajas de los Patagónides, al oeste por las altas cumbres de los Andes y al sur por el lago Buenos Aires/General Carrera.